# Embajada de Rusia en Perú
La Embajada de la Federación Rusa del Perú es la misión diplomática oficial de Rusia ante la República del Perú. Funcionó como embajada de la Unión Soviética desde su inauguración hasta la disolución del país en 1991.

## Historia

### Antecedentes
Perú y el Imperio Ruso establecieron por primera vez relaciones bilaterales el 16 de mayo de 1874.  Dichas relaciones fueron manejadas por el Ministro Plenipotenciario del Perú, con sede en la legación en San Petersburgo y acreditado también ante Alemania.  Con la ejecución de la familia Romanov y la caída de la República Rusa como resultado de la Guerra Civil Rusa, ambos países dejaron de tener relaciones diplomáticas en 1918.

### Embajada soviética (1970-1991)
Después de la creación de las Naciones Unidas y la instauración de un asiento de honor peruano en 1942, el entonces presidente Manuel Prado Ugarteche se negó personalmente a recibir una misión diplomática soviética en Lima, y se negó también a enviar un embajador a la Unión Soviética. Sólo después del golpe de Estado que depuso a Fernando Belaúnde y permitió a Juan Velasco Alvarado establecer su llamado gobierno revolucionario, se restablecieron las relaciones a nivel de embajada en 1969, junto a otros países socialistas.
Restablecidas las relaciones, el gobierno soviético compró una mansión en Orrantia Del Mar, un barrio del distrito de clase alta de San Isidro que originalmente perteneció a Anita Fernandini de Naranjo y que eventualmente se convertiría en la embajada en 1970.
En 1975, después de que Velasco anunciara el Plan Inca, un plan de racionamiento en línea con los intentos del gobierno de implementar políticas socialistas, un tipo único de protestas tuvo lugar fuera de la embajada, cuando varios automóviles con placas cubiertas pasaron por el edificio y sus ocupantes lanzaron piedras a la embajada y se marcharon.
Con el conflicto interno entre el gobierno peruano y las guerrillas de izquierda que comenzó en 1980, tanto la Embajada Soviética como sus ciudadanos se convirtieron en blanco de estos grupos terroristas. Dado que las relaciones soviético-peruanas se habían fortalecido tras la llegada al poder de Mijaíl Gorbachov, terroristas como Sendero Luminoso atacaron la embajada en varias ocasiones debido al apoyo del primero al segundo contra el grupo. En 1985, la embajada fue bombardeada junto con las embajadas de China y Estados Unidos, y al año siguiente, terroristas de Sendero Luminoso casi bombardearon el edificio desde adentro. La embajada fue bombardeada nuevamente en octubre de 1989, siendo precedida por un ataque con coche bomba dirigido contra marineros soviéticos en el Callao.

### Embajada de Rusia (1991-presente)
Con la disolución de la Unión Soviética en 1991, Perú reconoció a la Federación Rusa como su estado sucesor el 26 de diciembre de 1991, y la embajada pasó a representar al nuevo Estado ruso.
En febrero de 2022, tras la invasión rusa a Ucrania, tanto los lugareños como los residentes ucranianos en Lima realizaron protestas frente a la embajada.

## Centro cultural
La Asociación Cultural Peruano Rusa, anteriormente Asociación Cultural Peruano soviética hasta 1991, es el centro cultural de la embajada, ubicado en la Casa Rusa, ubicada en la intersección de la avenida General Santa Cruz y el jirón Mayta Cápac, que corre paralela a la avenida Salaverry. Opera bajo la agencia Rossotrudnichestvo, habiendo operado originalmente bajo el SSOD de la Unión Soviética.